# Force pour le Kosovo
« KFOR » redirige ici. Pour l’article homophone, voir Caffort.
La Force pour le Kosovo (abrégée en KFOR ou KFor selon le nom en anglais de la force, Kosovo Force) est une force armée multinationale mise en œuvre par l'OTAN dans le Kosovo, sur mandat du Conseil de sécurité des Nations unies, afin d'assurer un environnement sûr et sécurisé et de garantir la liberté de mouvement. La KFor est placée sous le commandement d'un officier général d'un pays membre de l’OTAN.

## Origine et mandat

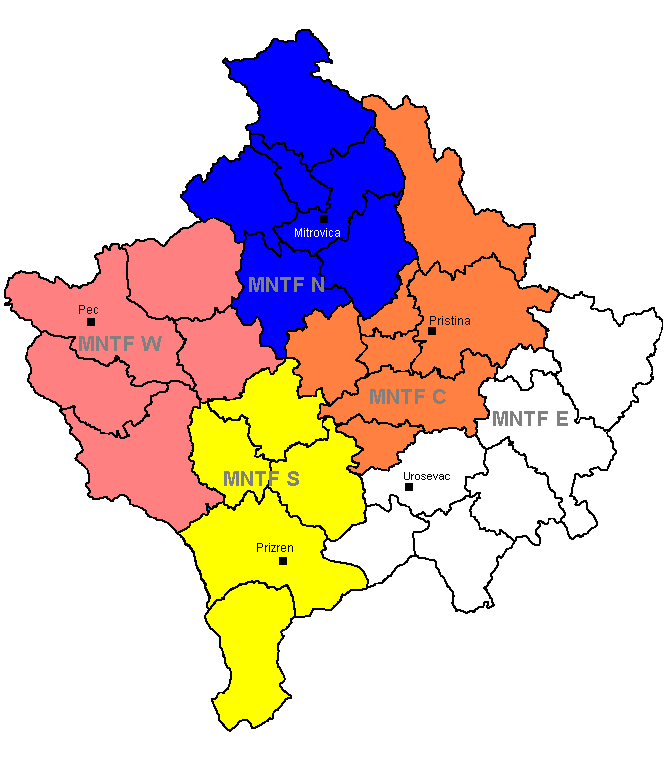
Divisions territoriales de la KFor.
secteur Italien
secteur Allemand
secteur Américain
secteur Anglais
secteur Français

La KFor fut déployée à partir du 12 juin 1999 à l'issue du cessez-le-feu accepté par Belgrade le 9 juin 1999 et qui mettait fin à la guerre du Kosovo. Le contingent français de la KFor, sous le commandement du général de brigade Bruno Cuche, pénètre au Kosovo le 12 Juin 1999 et investit la ville de Mitrovica le 17 Juin 1999,,. 
La KFor était fondée sur la Résolution 1244 du Conseil de sécurité des Nations unies, prise le 10 juin 1999, Conseil qui n'avait pourtant pas autorisé les frappes de l'Otan mais s'engagea à participer aux opérations de rétablissement de la paix.
Par ailleurs, ses statuts étaient également fondés sur l'« accord militaire technique » (AMT) du 9 juin 1999 passé entre la Force internationale de sécurité (« KFor ») et le gouvernement de la république fédérale de Yougoslavie (RFY) et de la république de Serbie, accord signé à Kumanovo par le général Jackson, commandant de la KFor, et le général Svetozar Marjanovic (état-major de l'armée yougoslave) et le lieutenant-général Obrad Stevanovic (ministère de l'Intérieur de la république de Serbie). Ce texte prévoyait, :
- le retrait du Kosovo des forces serbes ;
- le déploiement d’« une présence internationale civile et de sécurité » ;
- une participation « substantielle » de l’Otan ;
- l’établissement d’une administration intérimaire au Kosovo sous les auspices des Nations unies (la MinuK) et le respect des « principes de souveraineté et d’intégrité territoriale de la RFY ».

Contrairement aux accords de Rambouillet du 18 mars 1999, ce cessez-le-feu prévoit donc la présence des Nations unies à laquelle participe l'Otan . Fait étonnant :
« Il a été cosigné par la Force internationale de sécurité (« KFor ») alors que celle-ci ne préexistait pas à ce texte et n'avait, par exemple, été mentionnée dans aucune résolution antérieure du Conseil de sécurité . »

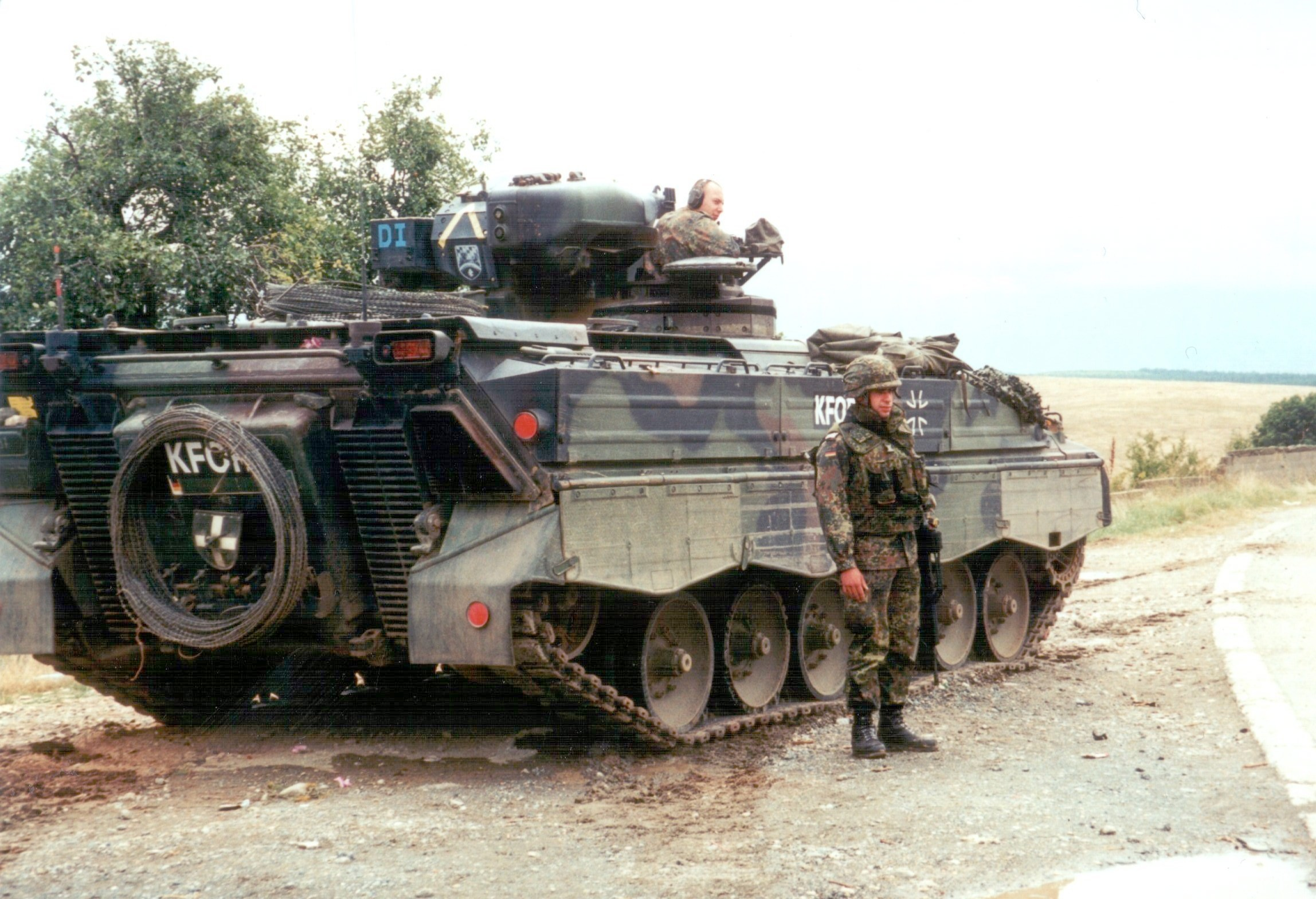
Blindé Marder de l'armée allemande en 1999.

Cependant, un document présenté par le président finlandais Martti Ahtisaari au président Milošević et approuvé par le Parlement serbe et fédéral le 3 juin 1999 évoquait la présence d'une force internationale civile et de sécurité. Par ailleurs, le G8 avait évoqué cette force dans la déclaration S/1999/516 du 6 mai 1999. La résolution 1239 du Conseil du 14 mai 1999 faisait référence à cette déclaration, qui fut mise en annexe de la résolution 1244.
Malgré tout, ce fait juridique étonnant conduisait à reconnaître à la KFor le pouvoir de signer des traités internationaux. La RFY et la Serbie se liaient ainsi par un traité bien qu'elles ne puissent, à l'époque, savoir comment allait être composée la KFor. Par ailleurs, l'AMT autorisait celle-ci à faire usage de la « force militaire ». Enfin, l'annexe B de l'AMT stipulait que:
« ni la KFor ni aucun de ses personnels ne peuvent encourir de responsabilité pour des dommages qu'ils pourraient causer à des biens publics ou privés dans l'exercice de leurs fonctions liées à la mise en œuvre de cet accord. »
Des États (dont la France) ont pu néanmoins mettre en place des procédures afin de recueillir des plaintes. 
Fin novembre 2013 est annoncé le départ prochain de la France (contingent de 320 hommes) de la KFor.
Des manifestations en mai 2023 poussent la Kfor à déployer 700 soldats au nord du Kosovo. En octobre de la même année, 600 soldats britanniques sont envoyés pour renforcer Kfor devant une montée des tensions.
En novembre 2024, la Slovaquie fait part de son intention d'envoyer des troupes au sein de la Kfor pour la première fois depuis la création de la force armée ce qui interroge puisque ce pays ne reconnait pas l'indépendance du Kosovo.
En décembre 2024, Ludivine Dedonder, ministre de la défense, annonce le retour d'un contingent belge dans la KFor.

### Missions de police
En outre, la KFor était spécifiquement chargée par la résolution 1244 de collaborer avec le Tribunal pénal international pour l'ex-Yougoslavie (TPIY).
Enfin, la KFor était chargée d'une mission de maintien de l'ordre recouvrant partiellement celle de la MinuK. Il s'agissait-là d'une mission transitoire, la MinuK devant s'en charger ensuite dans le cadre de sa mission UNCivpol (police civile). La Résolution 1244 reconnaissait ainsi le caractère d'urgence de la situation en accordant des pouvoirs exceptionnels à la KFor, dépassant le simple cadre de la police administrative pour inclure des activités de police judiciaire, et ce, bien que la KFor soit de nature militaire.
Ces missions ont d'ailleurs suscité des contentieux. Dans l’affaire Behrami et Behrami contre France et Saramati contre France, Allemagne et Norvège, la Cour européenne des droits de l'homme (CEDH) s'est néanmoins déclarée incompétente, suscitant la question du contrôle judiciaire quasi inexistant de cette mission de police, contrôle laissé à la seule discrétion des États participants.

## Organisation

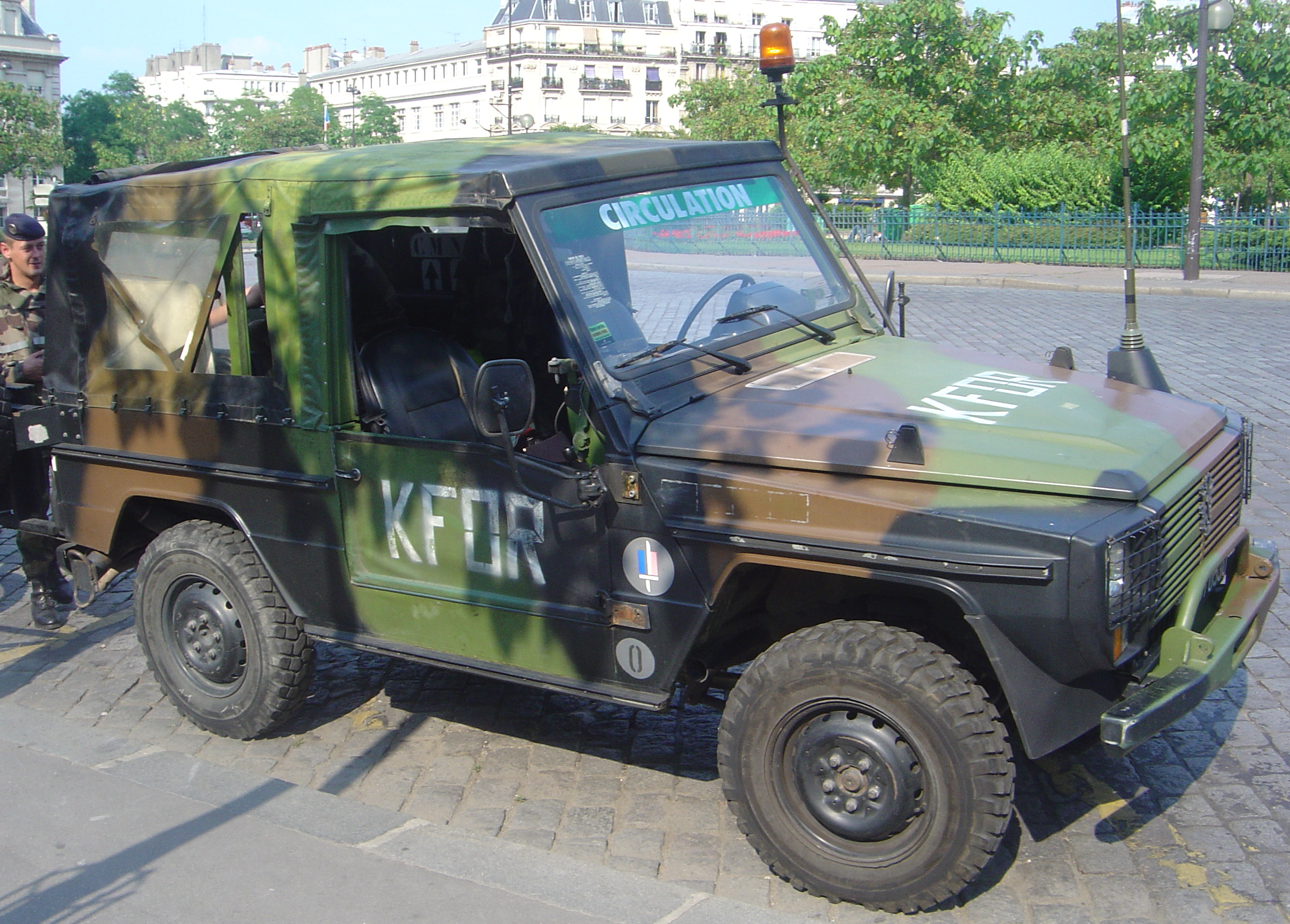
Peugeot P4 d'une unité française de la KFor.

La KFor est divisée en cinq forces opérationnelles qui s'occupent chacune d'une partie du Kosovo et comprend également une unité de carabiniers et de gendarmerie, appelée MSU. L'une de ces forces opérationnelles, la Task force multinationale Nord (cf. carte), englobant la ville (hautement symbolique) de Mitrovica, était sous commandement français jusqu'au retrait de ce pays en 2014.
La plus grande base militaire de la KFor est le camp Bondsteel qui a abrité jusqu'à environ sept mille militaires.
L'effectif de la KFor a atteint jusqu'à cinquante mille personnes, provenant de trente nations de l'Otan et hors-Otan (dont des éléments des armées russe,  suisse et autrichienne) et subit depuis 2010 une décrue rapide. 
Il y a eu environ seize mille militaires engagés dans cette mission en 2009, dix mille en 2010, cinq mille cinq cents à partir de février 2011. Au 30 novembre 2012, la KFor comptait 5 565 hommes. 
En février 2018, l'effectif est 4 031 militaires provenant de vingt-huit nations, les principaux contingents sont :
- États-Unis : 685
- Italie : 542
- Autriche : 450
- Allemagne : 440
- Hongrie : 385
- Turquie : 291
- Pologne : 252
- Slovénie : 241
- Suisse : 235

### Commandants de la KFor
1. Le général Mike Jackson  (12 juin 1999 - 8 octobre 1999)
2. Le général Klaus Reinhardt  (8 octobre 1999 - 18 avril 2000)
3. Le général Juan Ortuño Such  (18 avril 2000 - 16 octobre 2000)
4. Le général Carlo Cabigiosu  (16 octobre 2000 - 6 avril 2001)
5. Le général Thorstein Skiaker  (6 avril 2001 - 3 octobre 2001)
6. Le général de corps d'armée Marcel Valentin  (3 octobre 2001 - 4 octobre 2002)
7. Le général Fabio Mini  (4 octobre 2002 - 3 octobre 2003)
8. Le général Holger Kammerhoff  (4 octobre 2003 - 31 août 2004)
9. Le général de corps d'armée Yves de Kermabon  (31 août 2004 - 1er septembre 2005)
10. Le général Giuseppe Valotto  (1er septembre 2005 -  31 août 2006)
11. Le général Roland Kather  (1er septembre 2006 - 31 août 2007)
12. Le général Xavier Bout de Marnhac  (31 août 2007 - 29 août 2008)
13. Le général Giuseppe Emilio Gay  (29 août 2008 - 8 septembre 2009)
14. Le général Markus Bentler  (8 septembre 2009 - 31 août 2010)
15. Le général Erhard Bühler  (1er septembre 2010 - 9 septembre 2011)
16. Le général Erhard Drews  (9 septembre 2011 - 7 septembre 2012)
17. Le général Volker Halbauer  (7 septembre 2012 - 6 septembre 2013)
18. Le général Salvatore Farina  (6 septembre 2013 - 3 septembre 2014)
19. Le général Francesco Paolo Figliuolo  (3 septembre 2014 - 7 août 2015)
20. Le général Guglielmo Luigi Miglietta  (7 août 2015 - 1 septembre 2016)
21. Le général Giovanni Fungo  (1 septembre 2016 - 15 novembre 2017)
22. Le général Salvatore Cuoci  (15 novembre 2017 - 28 novembre 2018)
23. Le général Lorenzo D'Addario  (28 novembre 2018 - 20 novembre 2020)
24. Le général Michele Risi  (20 novembre 2020 - 13 Novembre 2020)
25. Le général Franco Federici  (13 Novembre 2020 – 15 Octobre 2021)
26. Le général Ferenc Kajári  (depuis le 15 Octobre 2021)

## Valeur opérationnelle
En dépit de moyens humains et matériels initiaux très importants, mais en régression constante depuis 2003, la KFor n'a jamais été en mesure d'assurer la sécurité effective et permanente des diverses communautés présentes au Kosovo. Deux cent mille Serbes ont été expulsés dans les premières heures de l'entrée de la KFor pendant l'été 1999 et plusieurs milliers ont été contraints de quitter leurs maisons depuis cette période en raison de menaces et autres intimidations quotidiennes des extrémistes albanais. En mars 2004, la KFor a été incapable de prévenir des émeutes au cours desquelles plus de cinq cents maisons et édifices culturels ont été détruits, incendiés ou pillés et cinq mille Serbes expulsés en zone nord à Kosovska-Mitrovica.

## États ayant participé à la KFor
- Albanie
- Allemagne
- Belgique
- Bulgarie
- Canada
- Croatie
- Danemark
- Espagne
- Estonie
- États-Unis
- France
- Grèce
- Hongrie
- Islande
- Italie
- Lettonie
- Lituanie[17]
- Luxembourg
- Norvège
- Pays-Bas
- Pologne
- Portugal
- République tchèque
- Roumanie
- Royaume-Uni
- Slovaquie
- Slovénie
- Turquie

Non-membres de l'Otan
- Argentine
- Arménie
- Autriche
- Azerbaïdjan
- Bosnie-Herzégovine
- Chili
- Émirats arabes unis
- Finlande
- Géorgie
- Inde
- Irlande
- Malaisie
- Maroc
- Mongolie
- Madagascar
- Russie
- Suède
- Suisse
- Ukraine